# Рушкув-Перший
Рушкув-Перший (пол. Ruszków Pierwszy) — село в Польщі, у гміні Костелець Кольського повіту Великопольського воєводства.
Населення — 496 осіб (2011).
У 1975-1998 роках село належало до Конінського воєводства.

## Демографія
Демографічна структура станом на 31 березня 2011 року:
|          | Загалом | Допрацездатний вік | Працездатний вік | Постпрацездатний вік |
| -------- | ------- | ------------------ | ---------------- | -------------------- |
| Чоловіки | 244     | 49                 | 177              | 18                   |
| Жінки    | 252     | 43                 | 158              | 51                   |
| Разом    | 496     | 92                 | 335              | 69                   |